# CS 카르타히네스

CS 카르타히네스(스페인어: C.S. Cartaginés)는 코스타리카 카르타고를 연고를 하는 축구 클럽이다. 이 팀은 1906년에 창단되었으며, 현재 코스타리카 프리메라 디비시온에 참가하고 있다.

## 선수 명단

### 현역
참고: FIFA 자격 규정에 따라 소속된 국가대표팀 국기를 표시합니다. 선수는 복수의 FIFA 비회원국 국적을 가지고 있을 수 있습니다.
| 번호 | 포지션 | 국적       | 이름                  |
| ---- | ------ | ---------- | --------------------- |
| 16   | MF     | 엘살바도르 | 크리스티안 마르티네스 |
| 19   | DF     |            | 디에고 곤잘레스       |
| 21   | FW     | 코스타리카 | 마르코 우레냐         |
| 22   | FW     |            | 케네디 로차           |

| 번호 | 포지션 | 국적 | 이름 |
| ---- | ------ | ---- | ---- |

## 역대 감독
| 감독                  | 임기        |
| --------------------- | ----------- |
| 미할 빌레크           | 2001 ~ 2002 |
| 알레샨드리 기마랑이스 | 2003        |
| 파울로 완초페         | 2018        |
| 에르난 메드포르드     | 2019 ~ 2021 |
| 파울로 완초페         | 2022 ~ 2023 |